# Bibliographie et filmographie sur le génocide des Tutsi au Rwanda

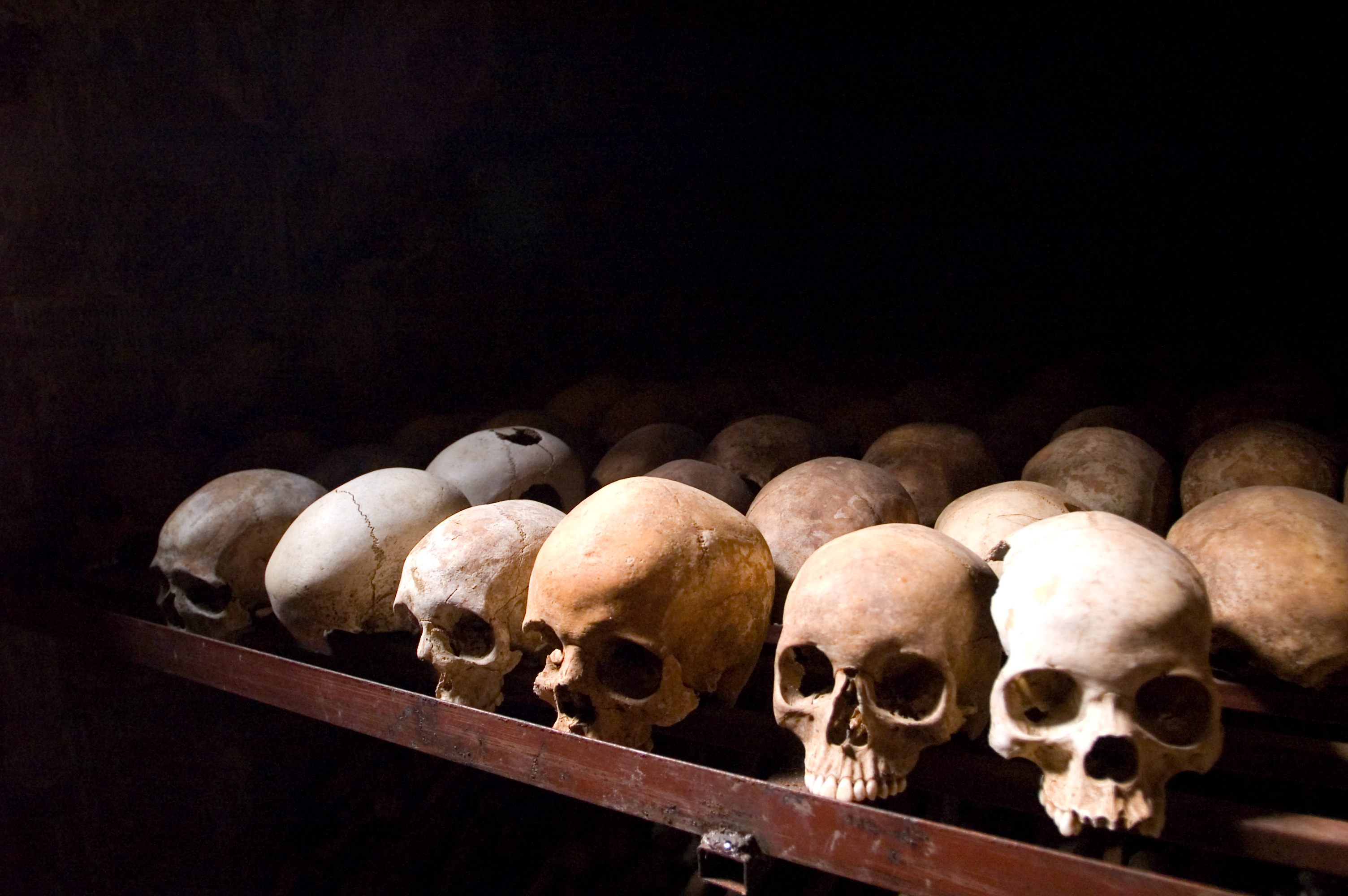
Une photo du site mémorial de Nyamata

Cet article fournit une bibliographie sur le génocide des Tutsi  au Rwanda.  

## Les génocides duXXesiècle
- Israël W. Charny (dir.), Le Livre noir de l'humanité. Encyclopédie mondiale des génocides, éd. Privat, 2001.
- Catherine Coquio, L'Histoire trouée, textes réunis, éditions L'Atalante, janvier 2004.
- Jacques Semelin, Purifier et détruire. Usages politiques des massacres et génocides, Éditions du seuil, 2005.
- Josias Semujanga, Le génocide, sujet de fiction ? Analyse des récits des massacres des Tutsis dans la littérature africaine francophone, Éditions Nota Bene. 2009.
- Yves Ternon : L’État criminel, Seuil, 1995.
- Yves Ternon, L’innocence des victimes. Regard sur les génocides du XXe siècle, Desclée de Brouwer, 2001.
- Bernard Chupin, Vendée 1794 - Rwanda 1994, deux génocides qui se ressemblent, Éditions Fol'Fer, 2014.

## Sources primaires
- Archives du Tribunal pénal international pour le Rwanda[1].
- Archives des tribunaux Gacaca[2].
- Archive du génocide rwandais[3].
- Les Dix commandements du Hutu

## Témoignages et essais
- Caldo Ajello, Cavalier de la paix GRIP-Complexe, 2000.
- Paul Antheunissens, De la décolonisation belge au génocide rwandais, un parcours humanitaire, Lille, Éditions Sources du Nil, 2010, 307 p.
- African Rights, Rwanda: death, despair and defiance, London, African Rights, 1994. (Réédition en 1995, 1201 p.)
- African Rights, Rwanda: who is killing, who is dying, what is to be done? London, African Rights, 1994.
- Françoise Bouchet-Saulnier et Frédéric Laffont, Maudits soient les yeux fermés, Paris, JC Lattès / Arte, 1995.
- Olivier Bramanti et Frédéric Debomy, Turquoise, Paris, Les Cahiers dessinés, 2012. (Bande dessinée).
- Philippe Brewaeys, Rwanda 1994 : Noirs et Blancs menteurs, Éditions Racine, Bruxelles, 2013, 166 p.
- Philippe Brewaeys, Les Traqueurs de génocidaires, Éditions La Renaissance du Livre, Waterloo, 2015, 192 p.
- Jean-François Boudet, Justice française et génocide des Tutsi au Rwanda (avec le soutien de Paul Lens et la préface d’Aimé Muyoboke Karimunda), Paris, L’Harmattan, coll. Droits, Sociétés, Politiques : Afrique des Grands Lacs, 2021, 401 p.
- Pierre Calame, Les héritiers du pays des collines, Sépia, 1997. (Poésie).
- Bernard Chupin, Coups de Foudre sur le Rwanda, Cholet, Pays et Terroirs, 2005, 253 p.
- Catherine Coquio, Rwanda. Le Réel et les récits, Éditions Belin 2004. (Introduction et table des matières disponibles en ligne).
- Catherine Coquio et Aurélia Kalisky, Rwanda 2004, témoignages et littérature, Lendemains: revue trimestrielle, études comparées avec la France, no 112, mars 2004.
- Luc de Heusch, Anthropologie d'un génocide, Les Temps Modernes no 579, 1994.
- Alain Destexhe, Rwanda : essai sur le génocide, Bruxelles, Éditions Complexe, 1994.
- James Gasana, Rwanda : du parti-État à l'État-garnison, éd. L'Harmattan, 2002.
- Philip Gourevitch, Nous avons le plaisir de vous informer que, demain, nous serons tués avec nos familles. Chroniques rwandaises, Denoël, 1999, 398 p. (traduit de l'américain).
- Pascal Guy, Mille collines, Éds Du Moine Bourru, 1997, 288 p.
- Raphaël Glucksmann, David Hazan et Pierre Mezerette, Tuez-les tous ! (Rwanda : Histoire d'un génocide « sans importance »), film documentaire, 2004.
- Rosamond Halsey Car, Le Pays aux Mille Collines, ma vie au Ruanda. Payot. 1999. 2002. 2004.
- Jean Hatzfeld, Dans le nu de la vie. Récits des marais rwandais, Seuil, 2002, 235 p.
- Jean Hatzfeld, Une saison de machettes, Seuil, 2003, 312 p.
- Jean Hatzfeld, La Stratégie des antilopes, Seuil, 2007.
- Albert Hilbold, Puissiez-vous dormir avec des puces. Journal de l’après-génocide au Rwanda, Homnisphères, 2003, 93 p.
- Human Rights Watch et Fédération internationale des ligues des droits de l'homme, Aucun témoin ne doit survivre, le génocide au Rwanda, Karthala (1999),  (ISBN 2-86537-937-X)
- Pauline Kayitare, Tu leur diras que tu es Hutue. À 13 ans, une Tutsie au cœur du génocide rwandais. Grip-André Versaille Éd. Bruxelles, 2011.
- Édouard Kabagema, Carnage d'une nation. Génocide et massacre au Rwanda, éd. L'Harmmattan, 2001.
- Charles Karemano, Au-delà des barrières. Dans les méandres du drame rwandais, éd. L'Harmattan, 2003.
- Annick Kayitesi, Nous existons encore, Michel Lafon, octobre 2004, 260 p.
- Omer Marchal, Pleure, ô Rwanda bien-aimé, 1994.
- Ralph Massoni Frenier, Rwanda 1994. Descente en enfer.
- Pierre Maury, Rwanda, an deux, Bruxelles, Éd. Luc Pire, 1996.
- Jean-Marie Milleliri, Un souvenir du Rwanda, L'Harmattan, 1997, 88 p.
- Yolande Mukagasana et Patrick May, La mort ne veut pas de moi. Document. Paris, Fixot, 1997, 267 p.
- Yolande Mukagasana et Patrick May, N'aie pas peur de savoir. Rwanda : un million de morts. Une rescapée raconte, Paris, Robert Laffont, 1999.
- Protais Mpiranya, Rwanda : le paradis perdu. Les derniers secrets de l'ex-commandant de Garde Présidentielle de J. Habyarimana, Lille, Éditions Sources du Nil, 2010, 154 p.
- Yolande Mukagasana et Alain Kazinierakis, Les blessures du silence. Témoignages du génocide au Rwanda, Arles/Paris, Actes Sud/Médecins sans frontières, 2001.
- Scholastique Mukasonga, Inyenzi ou les Cafards, Paris, Gallimard, 2006, 163 p.  (ISBN 2-07-077725-1).
- Emmanuel Neretse, Grandeur et décadence des Forces Armées Rwandaises, Lille, Éditions Sources du Nil, 2010, 317 p.
- Augustin Ngirabatware, Rwanda : le faîte du mensonge et de l'injustice, Lille, Éditions Sources du Nil, Collection « Le droit à la parole », 2006, 612 p.
- Théophile Ruhorahoza, Terminus Mbandaka, le chemin des charniers de réfugiés rwandais au Congo : témoignage d'un rescapé, Lille, Éditions Sources du Nil, 2009, 151 p.
- Jean-Marie Vianney Rurangwa, Le génocide des Tutsi expliqué à un étranger, Le Figuier-Fest’Africa, 2000, 85 p.
- Révérien Rurangwa, Génocidé, Presses de la Renaissance, avril 2006, 231 p.
- Benjamin Sehene, Le Piège ethnique, Paris, Éditions Dagorno, 1999, 222 p.  (ISBN 2-910019-54-3)
- Abdourahman Waberi, Terminus. Textes pour le Rwanda, Moisson de crânes, Le serpent à plumes, 2000.
- Joseph Sagahutu, Espérer contre toute espérance, témoignage d'un rescapé des massacres de religieux au Congo, Lille, Éditions Sources du Nil, 2009, 182 p.

## Littérature
- Gil Courtemanche, Un dimanche à la piscine à Kigali, Boréal, 2000, 284 p.
- Boubacar Boris Diop, Murambi, le livre des ossements, Paris, Stock, 2000.
- Gaël Faye, Petit Pays, Grasset, 2016, 224 p.
- Djedanoum Nocky, Nyamirambo, Le Figuier-Fest’Africa, 2000, 51 p.
- Gilbert Gatore, Le Passé devant soi, Phébus, 2008, 216 p.
- Jean Hatzfeld, Englebert des collines, Gallimard, 2014.
- Jean Hatzfeld, Un Papa de sang, Gallimard, 2015.
- Monique Ilboudo, Murekatete, Le Figuier-Fest’Africa, 2000, 75 p.
- Jean-Paul Jody, La position du missionnaire, roman d'enquête, Les Contrebandiers éditeurs, 2004.
- Lamko Koulsy, La Phalène des collines, Butare, Kuljaama, 2000, 157 p.
- Tierno Monénembo, L’Aîné des orphelins, Paris, Seuil, 2000, 157 p.
- Benjamin Sehene, Le Feu sous la soutane. Un prêtre au Cœur du génocide rwandais, Paris, L'Esprit frappeur, 2005, 148 p.  (ISBN 2-84405-222-3)
- Jean-Philippe Stassen, Déogratias éd. Dupuis, coll. Aire Libre, 2000, 80 pages  (ISBN 2-8001-2972-7) ; prix France Info de la bande dessinée d'actualité et de reportage et Prix René-Goscinny
- Jean-Philippe Stassen, Pawa : Chronique des monts de la Lune, éd. Delcourt, coll. Encrages, Paris, 2002  (ISBN 2-84055-691-X)
- Jean-Philippe Stassen Les Enfants, éd. Dupuis, coll. Aire Libre, 2004  (ISBN 2-8001-3169-1) - Note : Déogratias, Les Enfants et Pawa forment une trilogie sur le génocide.
- Jean-Philippe Stassen, I comb Jesus et autres reportages africains, éd. Futuropolis, Paris, 2015.  (ISBN 978-2-7548-1175-0)
- Véronique Tadjo, L’Ombre d’Imana. Voyage jusqu’au bout du Rwanda, Actes Sud, 2000.
- Beata Umubyeyi Mairesse, Ejo, La Cheminante, 2015, 144 p.

## Études sur le génocide et ses origines

### Historiographie
- Paul Antheunissens, De la décolonisation belge au génocide rwandais, un parcours humanitaire, Lille, Éditions Sources du Nil, 2010, 307 p.
- Florence Bernault, « La communauté africaniste française au crible de la crise rwandaise », Politique africaine, no 68, décembre 1997[4].
- Diogène Bideri, Le massacre des Bagogwe, un prélude au génocide des Tutsi 1990-1993, L'Harmattan, 2009.
- Gauthier de Villiers, « L'« africanisme » belge face aux problèmes d'interprétation de la tragédie rwandaise », Politique africaine, no 59, octobre 1995[5].
- Paul Del Perugia, Les Derniers Rois Mages. Récit ethnologique, Gallimard NRF, 1970. Réédition complétée Phébus Libretto, 2004.
- Laurent Gakuba, Rwanda 1931-1959 dernières décennies de la monarchie sous la colonisation belge. La Pensée universelle, 1991.
- Laurent Gakuba, Rwanda 1959-1994 sous le Président G. Kayibanda et le Général J. Habyarimana. Coëtquen Éditions, 2007.
- Eric Gillet et André Jadoul, avocats au Barreau de Bruxelles, Rapport de 2 missions effectuées au Rwanda du 9 au 17 janvier et du 2 au 5 février 1992.
- André Guichaoua, Rwanda 1994. Les politiques du génocide à Butare, Karthala, Paris, 2005.
- Human Rights Watch, Qui a armé le Rwanda ? ; Colette Braeckman, Chronique d'une tragédie annoncée. Les dossiers du GRIP no 188, avril 1994.
- Thérèse Musabe, Gaspard Bikwemu, Environmental security and conflict:aggreagate and community level evidence: Burundi Rwanda. 2003.
- Ferdinand Nahimana, Rwanda : les virages ratés, Préface de Helmut Strizek, Lille, Éditions Sources du Nil, Collection Le droit à la parole, 2007, 447 p.
- Emmanuel Ntezimana, Rapport sur les Droits de l'Homme au Rwanda 1991. 1992. Assoc. Rwandaise Défense Droits et Libertés. Kigali. 1992.

### Ouvrages généraux
- Nicolas Agostini, La Pensée politique des génocidaires hutus, Paris, Éditions L'Harmattan, 2006.
- Colette Braeckman, Rwanda, histoire d'un génocide, Fayard, 1994.
- Colette Braeckman, Terreur africaine. Burundi, Rwanda, Zaïre, les racines de la violence. Paris, Fayard, 1996.
- Pierre-Célestin Bakunda I'Cyicaro, Rwanda : L'enfer des règles implicites, L'Harmattan, 2006.
- Jean-Pierre Chrétien, L'Afrique des Grands Lacs : Deux mille ans d'histoire, Aubier, 2000, 411 p.
- Michel Buhrer, Rwanda, mémoire d'un génocide, Cherche Midi, 1996.
- Collectif des ligues et associations de défense des droits de l'homme au Rwanda et l'ONG Kanyarwanda, Commission d’enquête, Rapport de l’enquête sur les violations massives des Droits de l’Homme commises au Rwanda à partir du 6 avril 1994, Première phase, Kigali, 10 décembre 1994, 39 p.
- Catherine Coquio, Nathan Réra, François Robinet (et alii), Rwanda, 1994-2014. Histoire, mémoires et récits, Dijon, Presses du Réel, 2017, 544 p.
- Alison Des Forges, Aucun témoin ne doit survivre. Le génocide au Rwanda, Human Rights Watch/FIDH, Karthala, 1999.
- Gérard de Villiers. Enquête sur un génocide, M.P. 2000. Réédition 2013.
- Hélène Dumas, Le génocide au village. Le massacre des Tutsi au Rwanda, Paris, Éd. du Seuil, 2014, 364 p.
- Fabien Eboussi Boulaga et Alain Didier Olinga (dir.), Le génocide rwandais. Les interrogations des intellectuels africains, Éd. CLE, Yaoundé, 2006, 205 p.
- Pierre Erny, Rwanda, 1994. Clés pour comprendre le calvaire d'un peuple, Éditions L'Harmattan, 1994.
- Dominique Franche, Rwanda. Généalogie d’un génocide, Les petits libres, 1997, 95 p.
- André Guichaoua (dir.), Les Crises politiques au Burundi et au Rwanda (1993-1994), Lille, USTL, Karthala, 1995, 790 p.
- Bernard Lugan, Histoire du Rwanda, éd. du Rocher, 1997.
- Bernard Lugan, Rwanda : le génocide, l'Église et la démocratie, éd. du Rocher, 2004, 234 p.
- Bernard Lugan, Rwanda : contre-enquête sur le génocide, éd. Privat, 2007.
- Augustin Ngirabatware, Rwanda : le faîte du mensonge et de l'injustice, Lille, Éditions Les Sources du Nil, 2006.
- Florent Piton, Le génocide des Tutsi du Rwanda, La Découverte, 2018, 248 p.
- Gérard Prunier, Rwanda : le génocide, Paris, Dagorno, 1999 (1re éd., 1997).
- Benjamin Sehene, Rwanda, l'amnésie d'un peuple, dans le Courrier de l'Unesco, 1999.
- Les Temps modernes, « Les politiques de la haine : Rwanda, Burundi, 1994-1995 », Numéro spécial, no 583, Paris, 1995.
- Filip Reyntjens, L'Afrique des Grands Lacs en crise. Rwanda, Burundi : 1988-1994, Paris, éd. Karthala, 1994.
- Filip Reyntjens, Rwanda, trois jours qui ont fait basculer l'histoire, Éditions L'Harmattan, 1996.
- Filip Reyntjens, L'Afrique des grands lacs : annuaire, Éditions L'Harmattan, annuel.
- Filip Reyntjens, Rwanda, Éditions L'Harmattan, 2000.
- Sénat de Belgique, Commission d’enquête, rapport final, HTML, 1997.
- Raymond Verdier, Emmanuel Decal, Jean-Pierre Chrétien, Rwanda. Un génocide du XXe siècle, Paris, Éditions L'Harmattan, 1995, 262 p.
- Sénat de France, Rapport de la Mission d'information sur le Rwanda, 1998.
- Commission de recherche sur les archives françaises relatives au Rwanda et au génocide des Tutsi, La France, le Rwanda et le génocide des Tutsi (1990-1994) : rapport remis au président de la République le 26 mars 2021, Armand Colin, 26 mars 2021, 992 p. (lire en ligne) (dit « rapport Duclert »).

### Ethnisme - Hutus et Tutsis
- Jean-Pierre Chrétien, Le défi de l'ethnisme : Rwanda et Burundi, 1990-1996, Paris, Karthala, 1997.
- René Lemarchand, « L’école historique franco-burundaise : une école pas comme les autres », Revue canadienne des études africaines, no 24, 2, p. 235–248.
- Benjamin Sehene, Le Piège ethnique, Paris, Éditions Dagorno, 1999, 222 p.  (ISBN 2-910019-54-3)
- Elikia M'Bokolo et Jean-Loup Amselle, Au cœur de l’ethnie. Ethnie, tribalisme et État en Afrique, Paris, La Découverte, 1999.
- Filip Reyntjens, « Du bon usage de la science : l'école historique burundo-française », Politique africaine, no 37, mars 1990[6].
- Filip Reyntjens, « Le rôle du facteur ethnique au Rwanda et au Burundi. Procès d'intention et refus du débat », Esprit, octobre 1995.
- Privat Rutazibwa, Les crises des grands lacs et la question Tutsi, Éditions du CRID, Kigali, 1999.
- Josias Semujanga, Récits fondateurs du drame rwandais. L'Harmattan, 1998.
- Jean-Claude Willame, Aux sources de l’hécatombe rwandaise, Paris, L’Harmattan, 1995, 174 p.

### Le rôle des médias
- Jean-Pierre Chrétien (dir.), Jean-François Dupaquier, Marcel Kabanda et Joseph Ngarambe, Rwanda : Les médias du génocide, Paris, Karthala, 1995.
- Pierre Crépeau, Rwanda, le kidnapping médiatique, Nantes, Vents d'Ouest, 1995.
- Jean-Paul Gouteux, Le Monde, un contre-pouvoir ? Désinformation et manipulation sur le génocide rwandais, L'esprit frappeur, 1999, 202 p.
- Jean-Marie Vianney Higiro, « Distorsions et omissions dans l'ouvrage Rwanda. Les médias du génocide », Dialogue no 190, avril - mai 1996.
- Monique Mas, Paris Kigali 1990-1994 - Lunettes coloniales, politique du sabre et onction humanitaire pour un génocide en Afrique, Paris, L’Harmattan, 1999, 527 p.
- Sophie Pontzeele, Burundi 1972 / Rwanda 1994. L'efficacité dramatique d'une reconstruction idéologique du passé par la presse, thèse de doctorat en sociologie, sous la direction d'André Guichaoua, université de Paris-I-Panthéon-Sorbonne, 2004.
- François Robinet, Silences et récits. Les médias français à l'épreuve des conflits africains (1994-2015), Paris, Ina Éditions, 2016.

### Le rôle de la France
- Agir ici et Survie, Rwanda. Depuis le 7 avril 1994, la France choisit le camp du génocide, décembre 1994.
- Agir ici et Survie, L'Afrique à Biarritz. Mise en examen de la politique française. Rencontres de Biarritz, 8 et 9 novembre 1994, Paris, Karthala, 1995.
- Agir ici et Survie, Rwanda : la France choisit le camp du génocide, volume 1-5, Dossiers Noirs de la politique africaine de la France, Paris, L'Harmattan, 1996.
- David Ambrosetti, La France au Rwanda. Un discours de légitimation morale, Paris, Karthala, 2001.
- Guillaume Ancel, Rwanda, la fin du silence : témoignage d'un officier français, Les Belles Lettres, coll. « Mémoires de Guerre », 2018, 224 p.
- Assemblée nationale, Enquête sur la tragédie rwandaise (1990-1994), Rapport de la Mission d’information, Rapport no 1271, 4 Tomes, Paris, décembre 1998.
- ECPAD, L'Opération Turquoise, Images en Poche, ECPAD, 2019, 62 p.
- Mehdi Ba, Rwanda, un génocide français, L'Esprit frappeur, 1997, 111 p.
- Édouard Balladur, « L'opération Turquoise : courage et dignité », Le Figaro, 23 août 2004.
- Jean-François Bayart, La France au Rwanda, in : Les Politiques de la haine. Rwanda, Burundi. 1994-1995, Les Temps modernes, Revue bimestrielle, n°583, Paris, 1995, 315 p. (pp. 217-227).
- Bruno Boudiguet, Vendredi 13 à Bisesero - La question de la participation française dans le génocide des Tutsis Rwandais - 15 avril-22 juin 1994, Aviso, Paris, 450 p.
- Colette Braeckman et Human Rights Watch, Qui a armé le Rwanda? Chronique d’une tragédie annoncée, Les dossiers du GRIP, no 188, 4/94, Bruxelles, 78 p.
- Benoît Collombat et David Servenay, « Au nom de la France » : Guerres secrètes au Rwanda, La Découverte, 2014, 309 p.
- Commission d'enquête citoyenne sur l'implication de la France au Rwanda (Rapport) Coret Laure & Verschave François-Xavier, L'horreur qui nous prend au visage, Karthala, Paris, 2005, 586 p.
- Jean-Pierre Cosse, Alain Juppé et le Rwanda, L'Harmattan, 2014, 566 p.
- Raphaël Doridant et François Graner, L’État français et le génocide des Tutsis au Rwanda, Agone, février 2020, 520 p.  (ISBN 9782748903935)
- Jean-François Dupaquier, L’Agenda du génocide. Le témoignage de Richard Mugenzi ex-espion rwandais, Karthala, Paris, 2010, 372 p.
- Jean-François Dupaquier, Politiques, militaires et mercenaires français au Rwanda – Chronique d’une désinformation, Karthala, Paris, 2014, 479 p.
- Serge Farnel, 13 mai 1994, un massacre français ?, Éd. Serge Farnel, 2012, 796 p.
- Pierre Favier et Michel Martin-Roland, La Décennie Mitterrand, tome 4, éd. du Seuil, coll. « L'épreuve des faits », 1998 ; rééd. « Points », 2001.
- Jean-Paul Gouteux, Un génocide secret d'État - La France et le Rwanda, 1990-1997, Éditions sociales, 1998.
- Jean-Paul Gouteux, Le Monde, un contre-pouvoir ? Désinformation et manipulation sur le génocide rwandais, L’esprit frappeur, 1999, 202 p.
- Jean-Paul Gouteux, La nuit rwandaise. L’implication française dans le dernier génocide du siècle, L’Esprit Frappeur, 2002, 637 p.
- Jean-Paul Gouteux, Un génocide sans importance : la Françafrique au Rwanda, Lyon, Tahin Party, 2001.
- Jean-Paul Gouteux, Un génocide sans importance - La France et le Vatican au Rwanda, Tahin party, 2007
- François Graner[7], Le sabre et la machette. Officiers français et génocide tutsi, éditions Tribord coll. « Flibuste », Bruxelles, 2014.
- André Guichaoua et Stephen Smith, « Rwanda, une difficile vérité », Libération, 13 janvier 2006.
- Jacques Hogard, Les Larmes de l'honneur : soixante jours dans la tourmente du Rwanda, éd. Hugo et Compagnie, 2005.
- Venuste Kayimane, France-Rwanda : les coulisses du génocide. Témoignage d’un rescapé, Dagorno-L’Esprit Frappeur, 2002, 359 p.
- Pascal Krop, le génocide franco-africain, faut-il juger François Mitterrand ?, Lattès, 1994.
- Jean-Claude Lafourcade, « L'honneur des soldats de l'opération « Turquoise » », Le Monde, 4 janvier 2006.
- Jean-Claude Lafourcade, Opération Turquoise, Éditions Perrin, 2010, 215 p.
- Bernard Lugan, François Mitterrand, l'armée française et le Rwanda, éd. du Rocher, 2005.
- Jacques Morel, La France au cœur du génocide des Tutsi, Izuba édition - L'Esprit Frappeur, 2010, 1565 pages[8],[9].
- Pierre Péan, Noires fureurs, blancs menteurs, éd. Fayard/Mille et une nuits, 2005.
- Pierre Péan, Carnages, éd. Fayard, 2010.
- Robin Philpot, Ça ne s'est pas passé comme ça à Kigali, éd. Duboiris, 2004.
- Gabriel Périès et David Servenay, Une guerre noire, La Découverte, 2007.
- Géraud de la Pradelle, Imprescriptible, l'implication française dans le génocide tutsi portée devant les tribunaux, Les arènes, 2005, 187 p.
- Patrick de Saint-Exupéry, L'inavouable. la France au Rwanda, Les Arènes, 2004, 287 p.
- Patrick de Saint-Exupéry, Complices de l'Inavouable, la France au Rwanda, Les Arènes, 2009, 315 p
- Patrick de Saint-Exupéry, La Traversée, une odyssée au coeur de l'Afrique, Rwanda-Congo, Les Arènes, 2021, 325 p.
- Benjamin Sehene, Le Piège ethnique, Paris, Éditions Dagorno, 1999, 222 p.  (ISBN 2-910019-54-3)
- Michel Sitbon, Un génocide sur la conscience, L'Esprit frappeur, 1998.
- Sébastien Spitzer, Contre-enquête sur le juge Bruguière. Raisons d'État. Justice ou politique ?, éd. Privé, 2007.
- Hubert Védrine, « Rwanda : les faits », sur Institut François Mitterrand, 15 juin 2004.
- François-Xavier Verschave, Complicité de génocide ? La politique de la France au Rwanda, Paris, La Découverte, 1994, 175 p.
- Laure de Vulpian et Thierry Prungnaud, « Silence Turquoise », responsabilités de l'État français dans le génocide des Tutsi, Éd. Don Quichotte, 2012, 460 p.

### Le rôle du FPR
- « Return to hell », Sunday Express, 21 avril 1996.
- « L'enquête sur l'attentat qui fit basculer le Rwanda dans le génocide », Le Monde, 10 mars 2004 ; « Comment les Nations unies ont évité d'enquêter sur le crash du 6 avril 1994 au Rwanda », Le Monde, 3 avril 2004.
- Rony Brauman, Stephen Smith et Claudine Vidal, « Politique de terreur et privilège d'impunité au Rwanda », Esprit, n° 266-267, août-septembre 2000[10].
- Bernard Debré, La Véritable Histoire des génocides rwandais, éd. Jean-Claude Gawsewitch, 2006.
- Serge Desouter et Filip Reyntjens, « Rwanda. Les violations des droits de l'Homme par le FPR/APR. Plaidoyer pour une enquête approfondie », Anvers, Institut de politique et de gestion du développement, Document de travail, 1995[11].
- Pierre Erny, « Quand le Rwanda pleure ses morts », Les Dernières Nouvelles d'Alsace, 28 avril 2004.
- Marc Le Pape, « L'exportation des massacres, du Rwanda au Congo-Zaïre », n° 266-267, Esprit, août-septembre 2000[12].
- François Misser, Vers un nouveau Rwanda, entretien avec Paul Kagame, Karthala, 1995.
- Gaspard Musabyimana, La Vraie Nature du FPR-APR, éd. L'Harmattan, 2003 ; L'APR et les réfugiés rwandais au Zaïre. 1996-1997. Un génocide nié, éd. L'Harmattan, 2004.
- Léonard Nduwayo, Giti et le génocide rwandais, éd. L'Harmattan, 2002.
- Faustin Ntilikina, Rwanda : la prise de Kigali et la chasse aux réfugiés par l'armée du Général Paul Kagame. Récit du Secrétaire à l'État Major de l'ex-Armée rwandaise, Préface de Bernard Lugan, Lille, Éditions Sources du Nil, Collection « Mémoire collective », 2008, 280 p.
- Honoré Ngbanda Nzambo, Crimes organisés en Afrique centrale. Révélations sur les réseaux rwandais et occidentaux, éd. Duboiris, 2005.
- Roland Pourtier, « L'Afrique centrale dans la tourmente : les enjeux de la guerre et de la paix au Congo et alentour », Hérodote, quatrième trimestre 2003[13].
- Judi Rever, In the praise of blood - The crimes of the Rwandan Patriotic Front, Random House, 2018.
- Filip Reyntjens, La Guerre des grands lacs. Alliances mouvantes et conflits extraterritoriaux en Afrique Centrale, éd. L'Harmattan, 1999.
- Abdul Joshua Ruzibiza, Rwanda, l'histoire secrète, éd. Panama, 2005.
- Théophile Ruhorahoza, Terminus Mbandaka, le chemin des charniers de réfugiés rwandais au Congo: témoignage d'un rescapé, Lille, Éditions Sources du Nil, 2009, 151 p.
- Joseph Sagahutu, Espérer contre toute espérance, témoignage d'un rescapé des massacres de religieux au Congo, Lille, Éditions Sources du Nil, 2009, 182 p.
- Eugène Shimamungu, Juvénal Habyarimana, l'homme assassiné le 6 avril 1994, Lille, Éditions Sources du Nil, 2004, 400 p.

### Le rôle de la communauté internationale et des Nations unies
- Michael Barnett, Eyewitness to a genocide: the United Nations and Rwanda. Ithaca : Cornell University Press, 2002.
- Jacques-Roger Booh-Booh, Le patron de Dallaire parle. Révélations sur les dérives d'un général de l'ONU au Rwanda, éd. Duboiris, 2005.
- Jacques Castonguay, Les casques bleus au Rwanda. Paris, L'Harmattan, 1998.
- Michel Chodussovsky et Frédérick Moser, « Rwanda : Comment le Nord a financé le génocide », Télé Moustique, n° 9/3708, 19 février 1997.
- Roméo Dallaire (Lieutenant-général), J’ai serré la main du diable. La faillite de l’humanité au Rwanda, Libre expression, 2003, 685 p.
- Commission d'enquête citoyenne, Les rapports du Rwanda, de la Belgique, de la France, d'ONG et d'institutions internationales et documents sur le génocide des Tutsi du Rwanda[14].
- Alain Destexhe, Qui a tué nos paras au Rwanda ?, Bruxelles, Luc Pire, 1995.
- Pierre Havaux, Opération camouflage, Rwanda, l'enquête manipulée, Luc Pire, Bruxelles, 2001.
- Édouard Karemera, Le drame rwandais : les aveux accablants des chefs de la Mission des Nations Unies pour l'assistance au Rwanda, Préface de Jacques Vergès, Lille, Éditions Sources du Nil, Collection « Le droit à la parole », 2006, 223 p.
- Linda Melvern, A people betrayed. The role of the West in the Rwanda’s genocide, London, Zed Books, 2000.
- Linda Melvern, Complicités de génocide : Comment le monde a trahi le Rwanda, Karthala, 2010, 456 p.
- Gilbert Ngijol, Autopsie des génocides rwandais, burundais et l'ONU : la problématique de la stabilité dans les pays de la région des Grands Lacs, Paris, Présence africaine, 1998.
- Pierre-Olivier Richard, Casques bleus, sang noir. Rwanda 1994 - Zaïre 1996, un génocide en spectacle, Bruxelles : EPO, 1997.
- Peter Uvin, L’aide complice ? Coopération internationale et violence au Rwanda, Paris, L’Harmattan, 1999.
- Jean-Claude Willame, L'ONU au Rwanda (1993-1995) : la communauté internationale à l'épreuve, Paris, Maisonneuve et Larose, 1996.
- Jean-Claude Willame, Les Belges au Rwanda : le parcours de la honte, Les Dossiers du GRIP, Numéro spécial, Bruxelles, Complexe, 1997.

### Le rôle de l'Église
- African Rights, « Bulletin d'accusation de l'Abbé Athanase Seromba, Prêtre de paroisse à Florence », Kigali, 1999.
- Anonyme, Des prètres rwandais s'interrogent, Bujumbura, Éd. Lavigerie, 1995.
- Jean Damascène Bizimana, L’Église et le génocide au Rwanda : les Pères Blancs et le négationnisme, Paris, L’Harmattan, 2001.
- Jean-Pierre Campagne, Les vacances de Dieu, Denoël, 1997.
- Camille Karangwa, Le chapelet et la machette, Prétoria, éditions du jour, 2003.
- (en) Jan Linden et Jane Linden, Church and revolution in Rwanda, Manchester, Manchester University Press, 1977.
- Jan Linden, avec Jane Linden, Christianisme et pouvoirs au Rwanda, 1900-1990, Paris, Karthala, 1999.
- Bernard Lugan, Rwanda : le génocide, l'Église et la démocratie, éd. du Rocher, 2004, 234 p.
- Hugh Mac Callum, Dieu était-il au Rwanda ? La faillite des Églises, Paris, L’Harmattan, 1996.
- Nicolas Poincaré, Rwanda : Gabriel Maindron, un prêtre dans la tragédie, Paris, De l'Atelier, coll. « Les Artisans de la liberté », 1995, 127 p. (ISBN 2-7082-3161-8)
- Joseph Sagahutu, Espérer contre toute espérance, témoignage d'un rescapé des massacres de religieux au Congo, Lille, Éditions Sources du Nil, 2009, 182 p.
- Benjamin Sehene, Le Feu sous la soutane. Un prêtre au Cœur du génocide rwandais, Paris, L'Esprit frappeur, 2005, 148 p.  (ISBN 2-84405-222-3)
- Léon Saur, L'Internationale démocrate-chrétienne au Rwanda, Influences parallèles, Bruxelles, Luc Pire, 1998.
- Christian Terras (dir.) et Mehdi Ba, Rwanda, l'honneur perdu de l'Église, Les Dossiers de Golias, Villeurbanne, Golias, 1999, 260 p.

### La justice après le génocide
- Thierry Cruvellier, Le Tribunal des vaincus. Un Nuremberg pour le Rwanda ?, éd. Calmann-Lévy, 2006.
- Éric David, Pierre Klein et Anne-Marie La Rosa (éd.), Tribunal pénal international pour le Rwanda / International criminal tribunal for Rwanda, Bruxelles, Bruylant, 2000.
- Géraud de la Pradelle, Imprescriptible, l'implication française dans le génocide tutsi portée devant les tribunaux, Les arènes, 2005, 187 p.
- Alain Destexhe et Michel Foret, Justice internationale. De Nuremberg à la Haye et Arusha, Bruxelles, Bruylant, 1997, 144 p.
- Laure de Vulpian, Rwanda, un génocide oublié ? Un procès pour mémoire, Complexe, France Culture, 2004.
- Jean-François Dupaquier (dir.) et Association Memorial International, La justice internationale face au drame rwandais, Paris, Karthala, 1996, 227 p.
- André-Michel Essoungou, Justice à Arusha - un tribunal international politiquement encadré face au génocide rwandais, L'Harmattan, 2006.
- Éric Gillet, « Le génocide devant la justice », dans Les Temps modernes, no 583, juillet 1995.
- André Guichaoua, « Rwanda, une justice intimidée », Libération, 26 mai 2006.
- John R.W.D. Jones, The practice of the International Criminal Tribunals for the former Yugoslavia and Rwanda, New York, Transnational Publishers, 1998.
- Paul J. Magnarella, Justice in Africa. Rwanda’s genocide, its courts, and the UN Criminal Tribunal, Burlington, Ashgate Publishing, 2000.
- Rafaëlle Maison, La responsabilité individuelle pour crime d'État en droit international public, Bruylant, 2004, 568 p.
- Maria Malagardis, Sur la piste des tueurs rwandais, Flammarion, 2012, 320 p.
- Frédéric Mégret, Le Tribunal pénal international pour le Rwanda, Paris, Pédone, 2002.
- Virginia Morris et Michael P. Scharf (éd.), An insider’s guide to the International Criminal Tribunal for Rwanda, Irvington-on-Hudson, Transational Publishers, 1998.
- Eugène Ntaganda, De la paix à la justice, les enjeux de la réconciliation nationale, les gacaca, Butare, Éd. Université nationale du Rwanda, 2002.
- Benjamin Sehene, Le Piège ethnique, Paris, Éditions Dagorno, 1999, 222 p.  (ISBN 2-910019-54-3)
- Penal Reform International (P.R.I.) « Recherche sur la Gacaca, Rapport », D.I.D., 2002.
- Peter Ronayne, Never again? The United States and the prevention and punishment of genocide since the Holocaust, Lanham, Rowman & Littlefield Publishers, 2001.
- Ornella Rovetta, Un génocide au tribunal : Le Rwanda et la justice internationale, Paris, Belin, coll. « Contemporaines », 2019, 440 p. (ISBN 9782701197593).

### Les séquelles traumatiques liées au génocide
- Catherine Bonnet, « Le viol comme arme de guerre au Rwanda », Victimologie, no 2, juillet 1995, pages 7-13.
- Hélène Dumas, Sans ciel, ni terre : paroles orphelines du génocide des Tutsi (1994-2006), Paris, La Découverte, 2020, 307 p.
- Marie-Odile Godard, Rêves et traumatismes ou la longue nuit des rescapés, Erès, 2003, 238 p.
- Hélène Piralian, Génocide et transmission, sauver la mort, sortir du meurtre, L'Harmattan, 1994.
- Révérien Rurangwa, Génocidé, Presses de la Renaissance, 2006.
- Régine Waintrater, Sortir du génocide, témoigner pour réapprendre à vivre, Payot, 2003.

### Génocide et action humanitaire
- Paul Antheunissens, De la décolonisation belge au génocide rwandais, Lille, Éditions Sources du Nil, 2010, 307 p.
- Rony Brauman, Devant le mal - Rwanda - un génocide en direct, Arléa, 1994.
- Jean-Hervé Bradol, « Rwanda, avril-mai 1994, limites et ambiguïtés de l'action humanitaire », dans Les Temps modernes, 583, juillet 1995.
- François Broche, Au bon chic humanitaire, Éd. Première Ligne, 1994.
- René Caravielhe, Ou tout, ou rien, journal d'un logisticien MSF, Les Presses de Lunel, 2002.
- Bernard Debré, L'illusion humanitaire, Paris, Plon, 1997.
- Annie Faure, Blessures d’humanitaire, Paris, Balland, 1995, 141 p.
- (en) Patrick Halloran, « Humanitarian intervention and the genocide in Rwanda », dans Conflict studies, numéro spécial, Londres, Research institute for the study of conflicts and terrorism, 1995.
- (en) Alan Kuperman, The limits of humanitarian intervention : genocide in Rwanda, New York, Brookings Institution Press, 2001.
- François Lefort, On ne piétine pas les étoiles. Chronique d'une mission humanitaire, Paris, Fayard, 1999.
- (en) Jonathan Moore (Dir.), Hard choices moral dilemmas in humanitarian intervention, Lanham, Rowman & Littlefield, 1998.
- Médecins sans frontières, Populations en danger, 1995, rapport annuel sur les crises majeures et l'action humanitaire.
- Emmanuel Ntezimana, Rapport sur les Droits de l'Homme au Rwanda, Association rwandaise Défense Droits et Libertés, Kigali, 1992.
- Jean-Christophe Rufin, L'aventure humanitaire. Découvertes Gallimard, 1994.
- Richard Johnson, Rwanda, la trahison de Human Rights Watch, préface de Linda Melvern, 163 p., Éd. Izuba. 2014., traduit de l'anglais The Travesty of Human Rights Watch on Rwanda, 2013[15],[16].

### Ouvrages collectifs et publications périodiques
- La Nuit rwandaise, Revue annuelle et site internet sur l’implication de la France dans l’extermination des Tutsi du Rwanda[17].
- L'Histoire, Rwanda 1994, le génocide des Tutsi, thème principal du numéro 396, février 2014, pp. 42-67.

## Filmographie
- 100 Days (1999) réalisé par Eric Kabera[réf. nécessaire]
- Hôtel Rwanda (2004) réalisé par Terry George
- Shooting Dogs (2005) réalisé par Michael Caton-Jones
- Quelques jours en avril (2005) réalisé par Raoul Peck
- Un dimanche à Kigali (2006) réalisé par Robert Favreau
- J'ai serré la main du diable (2007) réalisé par Roger Spottiswoode
- Opération Turquoise (2007) réalisé par Alain Tasma
- Waramutsého! (2008) réalisé par Bernard Auguste Kouemo Yanghu
- Le Jour où Dieu est parti en voyage (2009) réalisé par Philippe Van Leeuw
- Lignes de front (2010) réalisé par Jean-Christophe Klotz
- Black Earth Rising (titre français: Rwanda, la couleur du sang) (2018), mini-série télévisée de 8 épisodes, réalisée par Hugo Blick.
- Petit Pays (2020) réalisé par Éric Barbier (adaptation du roman éponyme de Gaël Faye)
- Notre-Dame du Nil (2020) réalisé par Atiq Rahimi (adapté du roman éponyme de Scholastique Mukasonga)

### Films documentaires
- Rwanda, une intoxication française, documentaire de Catherine Lorsignol réalisé en 2013 et diffusé dans l'émission Spécial Investigation sur Canal +
- Tuez-les tous ! (Rwanda : histoire d’un génocide « sans importance ») (2004), réalisé par Raphaël Glucksmann, David Hazan et Pierre Mezerette
- L'Afrique en morceaux (2000), réalisé par Jihan El-Tahri
- Behind This Convent (2008) réalisé par Gilbert Ndahayo
- La France au Rwanda : « Une neutralité coupable », film documentaire français de Robert Genoud, 1999
- Inkotanyi, Paul Kagamé et le Rwanda (2017), réalisé par Christophe Cotteret
- Retour à Kigali, une affaire française, film documentaire de Jean-Christophe Klotz, 2019.
- Rwanda du chaos au miracle, film documentaire de Sonia Rolland, 2016.